# Bītervān
Bītervān (persiska: بيتِروان, بیتروان) är en ort i Iran.   Den ligger i provinsen Hamadan, i den nordvästra delen av landet, 300 km väster om huvudstaden Teheran. Bītervān ligger 1 549 meter över havet och antalet invånare är 537.
Terrängen runt Bītervān är kuperad åt sydväst, men åt nordost är den platt.Runt Bītervān är det ganska tätbefolkat, med 90 invånare per kvadratkilometer. Närmaste större samhälle är Kangāvar, 17,4 km söder om Bītervān. Trakten runt Bītervān består till största delen av jordbruksmark.